# 1-я специальная бригада МОРиС
1-я специальная бригада МОРиС (словен. 1. specialna brigada MORiS) или сокращённо МОРиС (словен. MORiS) — словенская бригада специального назначения.

## История
Предшественником бригады является Защитная бригада Территориальной обороны Словении, образованная в 1968 году, а именно 30-я отдельная группа как ядро бригады. 17 декабря 1990 года бригада, которой руководил капитан Антон Кркович, получила новое вооружение и снаряжение в Кочевской Реке. Председатель Исполнительного вече Скупщины СР Словении Лойзе Петерле в своей речи произнёс следующие слова: «Сегодня я впервые почувствовал дух словенской армии» (словен. Danes mi je prvič zadišalo po slovenski vojski). Защитная бригада приняла участие в Десятидневной войне, вынудив Югославскую народную армию покинуть территорию республики; параллельно эту бригаду стали называть и Специальной бригадой МОРиС (словен. Specialna brigada MORiS).
13 октября 1992 года министр обороны Словении Янез Янша издал распоряжение о преобразовании Защитной бригады в 1-ю специальную бригаду МОРиС. 16 мая 1993 года в знак заслуг в становлении независимости Словении бригада была награждена Орденом Словенской армии на ленте. В 1998 году бригада была расформирована во время армейской реформы, а её личный состав продолжил службу в рядах 1-й бригады вооружённых сил Словении. Часть личного состава МОРиС вошла в состав в Отряд быстрого реагирования (словен. Odred za hitre intervencije), ныне известный как подразделение специального назначения или ESD.

## Структура
- командный отряд
- разведывательно-полицейская рота
- отряд быстрого реагирования
- полицейский взвод
- 1-й защитный отряд
- 2-й защитный отряд
- 3-й защитный отряд
- республиканский отряд снабжения